# Ольшевниця-Нова
Ольшевниця-Нова (пол. Olszewnica Nowa) — село в Польщі, у гміні Велішев Леґьоновського повіту Мазовецького воєводства.
Населення — 198 осіб (2011).
У 1975-1998 роках село належало до Варшавського воєводства.

## Демографія
Демографічна структура станом на 31 березня 2011 року:
|          | Загалом | Допрацездатний вік | Працездатний вік | Постпрацездатний вік |
| -------- | ------- | ------------------ | ---------------- | -------------------- |
| Чоловіки | 98      | 23                 | 64               | 11                   |
| Жінки    | 100     | 17                 | 58               | 25                   |
| Разом    | 198     | 40                 | 122              | 36                   |